# Zebra pręgowana
Zebra pręgowana, zebra Grevy'ego, zebra Grevyego (Equus grevyi) – gatunek ssaka z rodziny koniowatych, należący do grupy zebr.
Sierść tułowia ubarwiona w pionowe czarno-białe pasy, zakrzywiające się na biodrach i barkach, na nogach przechodzące w poziome, sięgające kopyt. Brzuch jest biały, grzywa dwubarwna. Charakterystyczne bardzo długie, szerokie uszy zaokrąglone na wierzchołkach. Nowo urodzone źrebięta mają pasy brązowo-czarne, a ich grzywy ciągną się wzdłuż grzbietu aż do ogona.
Średnia długość życia wynosi około 20 lat. 
Nazwa gatunkowa grevyi jest eponimem mającym na celu uhonorowanie Jules’a Grevy’ego, prezydenta Francji.

## Historia
Niegdyś licznie występowały w Etiopii, Somalii oraz północnej Kenii, jednakże dziś można je tylko spotkać w północno-wschodniej Etiopii oraz w Kenii. Ten gatunek zebry nie był widywany w Somalii od 1973 roku. Ich liczba zmniejszyła się gwałtownie w latach 70. XX wieku, kiedy ich skóry stały się bardzo modne.

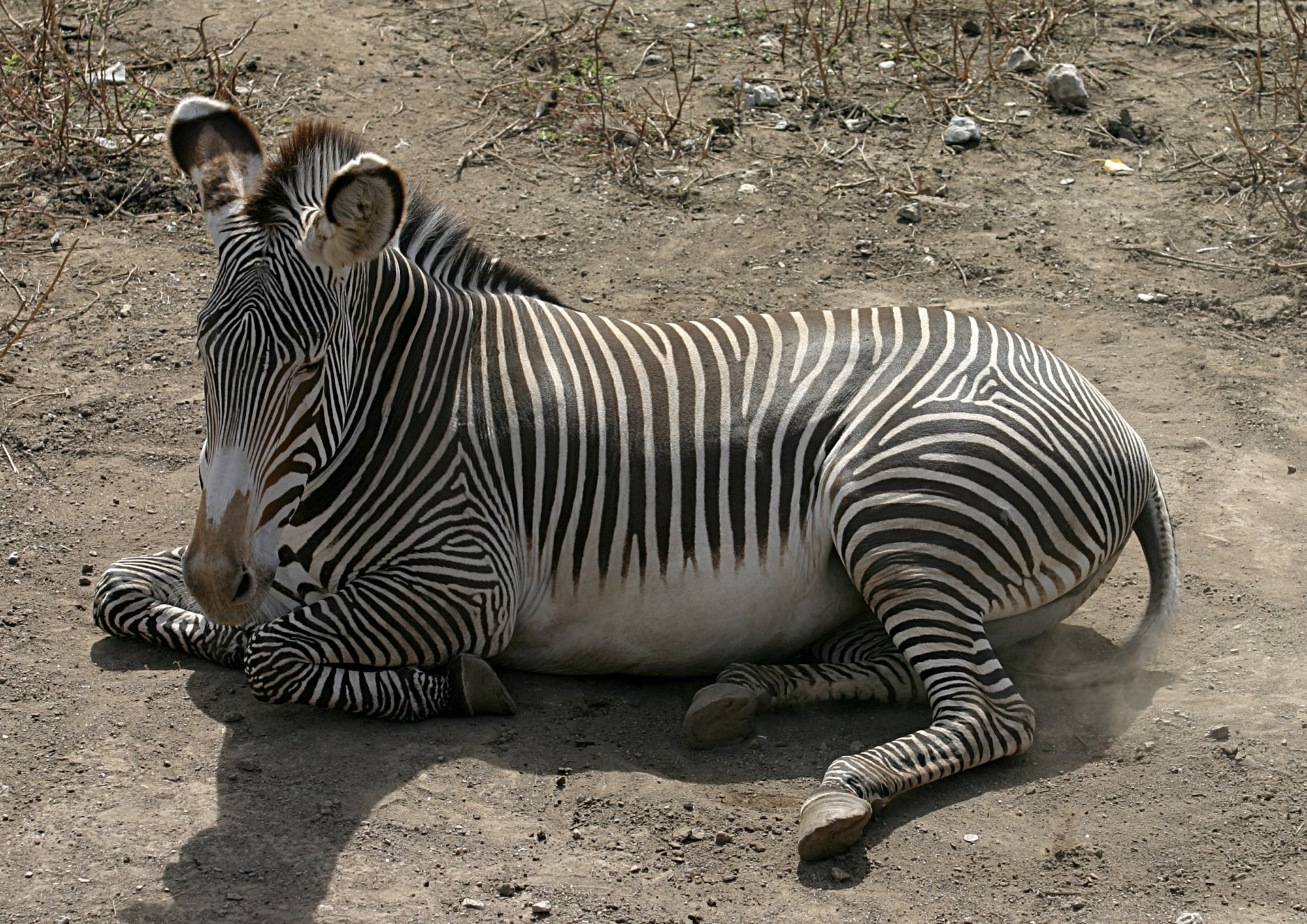
Zebra pręgowana w Omaha

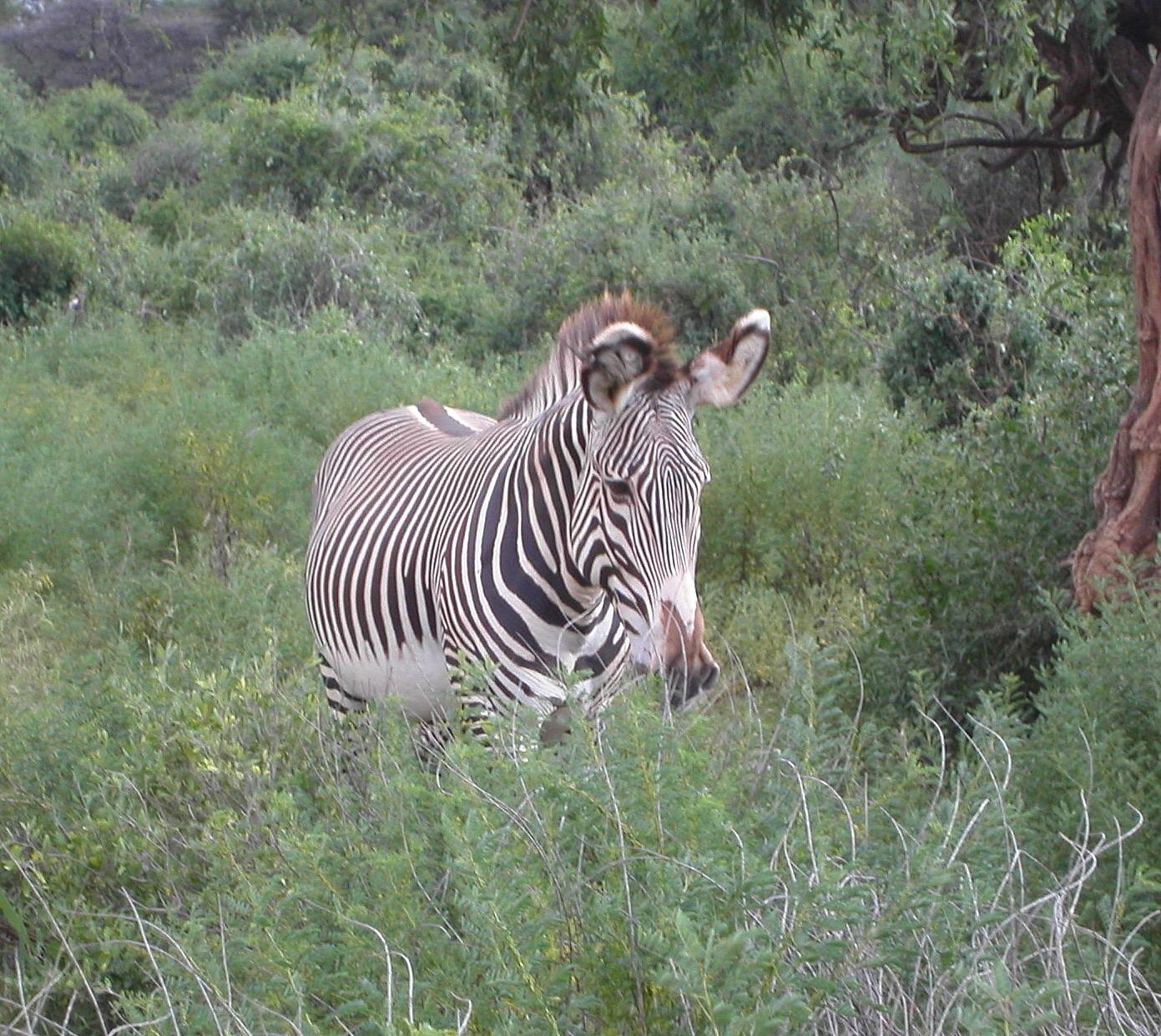
Zebra pręgowana

## Środowisko i odżywianie
Zebry pręgowane występują na sawannach wschodniej Afryki, w Etiopii i północnej Kenii. Obecnie występowanie w Sudanie nie jest potwierdzone. Są roślinożerne, ich głównym pożywieniem są trawy.

## Wygląd
Długość ciała: 2,5–3 m
Długość ogona: 38–75 cm
Wysokość w kłębie: 1,4–1,6 m
Masa: samce 380–450 kg, samice 350–400 kg.

## Rozmnażanie i życie społeczne
Zebry pręgowane osiągają dojrzałość płciową w wieku 4 lat. Samice są płodne 2–9 dni co 19–33 dni. Ciąża trwa około 390 dni. Młode rodzą się najczęściej w sierpniu lub we wrześniu. Po 6–14 minutach od narodzin młoda zebra może stać, po około 30 minutach chodzić, a po około 45 minutach biegać. Młode stają się dorosłe po około 275 dniach.
W przeciwieństwie do innych gatunków zebr, nie żyje w stałych stadach, nie obserwuje się też stałych związków. Większość osobników żyje w grupach ogierów lub klaczy z młodymi, czasami w grupach mieszanych.
W Czerwonej księdze gatunków zagrożonych, prowadzonej przez Międzynarodową Unię Ochrony Przyrody, zebra pręgowana jest klasyfikowana jako gatunek zagrożony wyginięciem (kategoria EN). Ssaki te są jednak często spotykane w ogrodach zoologicznych.

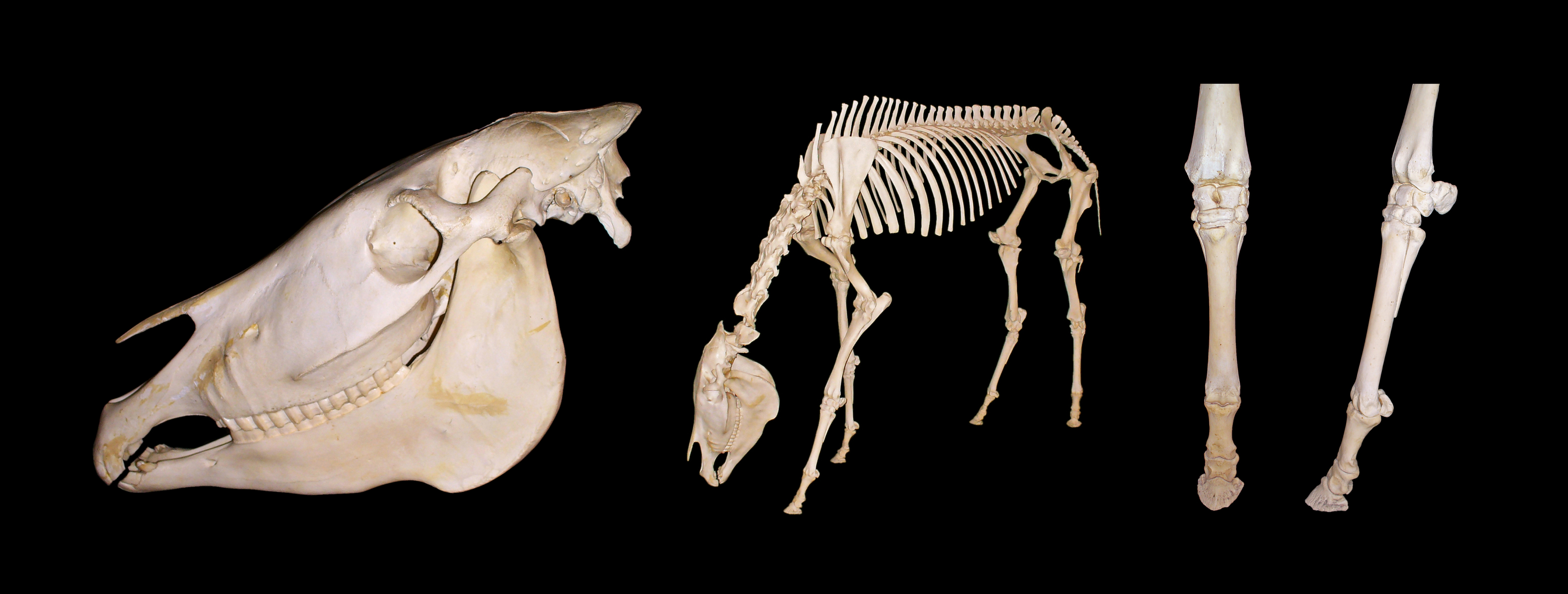
Szkielet